# Aleksej
Aleksej je moško osebno ime.

## Slovenske različice
Aleš (m), Aleša (ž), Aljoša (m)

## Tujejezikovne različice imena
- angl.: Alexis, Alexius
- češ.: Aleš
- fr.: Alexis
- hr.: Aleksa
- it.: Alessio
- lat.: Alexius
- nem: Alex, Alexius
- rus: Alexej
- srb.: Aleksa

## Izvor in pomen imena
Ime Aleksej je različica moškega osebnega imena Aleksander.

## Pogostost imena
Po podatkih Statističnega urada Republike Slovenije je bilo na dan 31. decembra 2007 v Sloveniji število moških oseb z imenom Aleksej: 153.

## Osebni praznik
Osebe z imenom Aleksej godujejo takrat kot osebe z imenom Aleksij, to je: 17. februarja (Aleksij Falconieri, eden od sedmih ustanoviteljev servitov, † 17. feb. 1310) in 17. julija (Aleksij (Aleš), spokornik).

## Slavni nosilci imena
- Sveti Aleksij Rimski